# Liste des évêques d'Evansville
La liste des évêques d'Evansville recense le noms des évêques qui se sont succédé à la tête du diocèse d'Evansville (Dioecesis Evansvicensis), dans l'Indiana depuis sa création le 21 octobre 1944 par détachement de celui d'Indianapolis.

## Sont évêques
- 11 novembre 1944-18 octobre 1965 : Henry Grimmelsman (Henry Joseph Grimmelsman)
- 4 avril 1966-23 juillet 1969 : Paul Leibold (Paul Francis Leibold)
- 1er décembre 1969-11 mars 1989 : Francis Shea (Francis Raymond Shea)
- 11 mars 1989-26 avril 2011 :  Gérald Gettelfinger (Gérald Andrew Gettelfinger)
- 26 avril 2011-13 juin 2017 : Charles Thompson (Charles Coleman Thompson), nommé archevêque d'Indianapolis
- depuis le 18 octobre 2017: Joseph Siegel (Joseph Mark Siegel)

## Sources
- (en) Fiche du diocèse sur catholic-hierarchy.org